# Covid19-koronavírus-járvány Észtországban
A szócikk az észtországi Covid19-járványt dolgozza fel. 2020. április 6. reggeli állapot szerint Észtországban 1108 megerősített esetet tartottak számon. A járványnak addig 19 halálos áldozata volt, 62 felgyógyult betegről lehetett tudni.
Az első Covid19-fertőzést 2020. február 27-én diagnosztizálták és erősítették meg Észtországban, Tallinnban és eddig 2259 tesztet végeztek el. Március 11-ig összesen 15 főnél mutatták ki a vírust, akik közül mindenki külföldön kapta el azt, főleg Észak-Olaszországban. Március 12-én mutatták ki először azt, hogy emberről emberre is terjed a vírus az országban. Március 13-án a kormány vészhelyzetet hirdetett ki, amelynek végét 2020. május elsejei hatállyal jelölték ki. Emiatt az összes közoktatási intézményt, beleértve az iskolákat, középiskolákat és az egyetemeket is, bezárták. Minden nagyobb létszámú gyülekezést betiltottak, többek között a sportrendezvényeket és a kulturális rendezvényeket is. 
A járvány az országon belül legsúlyosabban Saaremaa megyét érinti, amely ugyan az ország népességének csak mintegy 2,5 százalékát adja, ám az észt fertőzöttek közel fele itt található. A fertőzést vélhetően az észak-olasz Power Volley Milano röplabdacsapat hozta be, amelynek március 4-én és 5-én voltak itt mérkőzései a 2019–20-as CEV Challenge Cup során. A röplabdatorna után az olasz csapat öt tagjánál már jelentkeztek a tünetek. Később Saremaaban is az olasz csapattal kapcsolatba került személyeknél diagnosztizálták először a fertőzést.

## Események
2020. február 27.
Észtországban az első koronavírusos fertőzöttet 2020. február 27-én diagnosztizálták. Ez a tartózkodási engedéllyel rendelkező, Észtországban élő iráni állampolgár Tallinnba Rigából utazott busszal, ahová Törökországon keresztül repülőgéppel érkezett. A 34 éves férfi a Tallinnba tartó buszon rosszul érezte magátutazott és maga kért segítséget. A betegen elvégzett koronavírus-tesz pozitív eredményt adott.
2020. március 3.
A második fertőzött 2020. február 29-én érkezett az országba, Bergamóból, Észak-Olaszországból. Ő a rigai nemzetközi repülőtéren keresztül utazott. Tesztje pozitív lett.
2020. március 5.
A második fertőzöttel egy repülőn utazó három észt állampolgár tesztje is pozitív lett koronavírusra, így 5 főre emelkedett az országban az igazolt fertőzöttek száma.
2020. március 6.
Az Észt Egészségügyi Tanács újabb 5 igazolt fertőzöttről adott hírt, akik mindannyian a fentebb említett repülőn utaztak. Velük együtt 10 főre emelkedett a koronavírus fertőzöttéinek száma az országban.
Kristiine település középiskolájában egy diákot a szülei annak ellenére iskolába küldtek, hogy az rosszul érezte magát. Később ő és a szülei is igazoltan fertőzöttnek bizonyultak. Az iskolát azonnali hatállyal bezárták két hétre és a 850 diáknak és tanáraiknak otthoni izolációt rendeltek el.
2020. március 10.
Három újabb személynél mutatták ki az új típusú koronavírus fertőzést. Ketten Észak-Olaszországból, egy fő Franciaországból érkezett az országba.
2020. március 11.
Az Észt Egészségügyi Tanács újabb 4 igazolt fertőzöttről adott hírt, beleértve egy főt a fővárosban, aki az észak-olasz vörös zónából tért haza, valamint egy főt Tartuból, aki március 7-én Milánóból tért haza. Saaremaa megye első két igazoltan koronavírusos fertőzöttje is ezen a napon lett beazonosítva. Mindketten kapcsolatba kerültek a milánói kézilabdacsapat tagjaival. (Március 9-én a csapat tagjai közül 5 főnél kimutatták a vírust, amely lázas tüneteket okozott náluk.  The infected in Saaremaa included the CEO of the Saaremaa VK volleyball club.
2020. március 12.
Az Észt Egészségügyi Tanács újabb 10 igazolt fertőzöttről adott hírt. Velük együtt már 27 főre emelkedett az országban a koronavírus fertőzöttéinek száma. A kontaktkutatás során fény derült arra, hogy közöttük már olyanok voltak, akik az országon belül fertőződtek meg.
2020. március 13.
A reggeli órákban jelentették az egészségügyi hatóságok, hogy a fertőzöttek száma elérte a 41 főt. Az esti órákra ez a szám 79 főre emelkedett. Ezen a napon igazolták először, hogy a vírus megjelent Võrumaa, Pärnumaa és Ida-Virumaa megyékben is. 
2020. március 14.
A fertőzöttek száma 115 főre emelkedett. Megyei bontásban: 54 eset Tallinnban és Harjumaa megyében, 31 eset Saaremaa megyében, 12 eset Pärnumaa megyében, 9 eset Võrumaa megyében, 6 eset Tartumaa megyében, illetve 3-3 eset volt Ida-Virumaa és Lääne-Virumaa megyékben. Eddig összesen 853 tesztet végeztek el az országban.
2020. március 15. 
171 főre nőtt a fertőzöttek száma az országban. Eddig a dátumig összesen 1133 tesztet végeztek el. A járvány terjedése miatt megváltoztatták a vizsgálati protokollt. Emiatt már nem csupán a fertőzött területekről érkezőket, hanem a gyanús tüneteket mutató személyeket, az egészségügyi dolgozókat és a fertőzöttek kontaktjait, illetve a létfontosságú gazdasági ágakban dolgozókat is vizsgálatnak vetik alá.
2020. március 16. 
205 főre emelkedett az igazolt fertőzöttek száma az országban. 1387 tesztet végeztek el az országban.
2020. március 17.
225 főre nőtt a fertőzöttek száma és 1625 mintát vizsgáltak meg koronavírusra.
2020. március 18. 
258 főre emelkedett a fertőzöttek száma és 2020 darab tesztet végeztek el a hatóságok.
2020. március 19.
267 főre nőtt a fertőzöttek száma és összesen 2259 tesztet végeztek el a hatóságok eddig a dátumig.
2020. március 20.
283 főre emelkedett az igazolt fertőzöttek száma az országban. Eddig összesen 2504 tesztet végeztek el koronavírusra.
2020. március 21.
306 főre nőtt a fertőzöttek száma az országban. Az elvégzett tesztek száma 2812 volt.
2020. március 22.
326 főre emelkedett az igazolt fertőzöttek száma. A hatóságok eddig összesen 3299 mintát vizsgáltak meg a laboratóriumokban.
2020. március 23.
352 főre nőtt az igazolt esetek száma. Az eddig elvégzett tesztek száma 3724 darab volt.
2020. március 25.
Életét vesztette az országban az első koronavírus fertőzött.
2020. március 26. 
Südamekodu nyugdíjasotthonában kettő fő bennlakónak pozitív lett a koronavírustesztje.
2020. március 27.
A südamekodui nyugdíjas otthon összes lakóját és összes dolgozóját letesztelték és közülük 22 bennlakónak és 3 dolgozónak lett pozitív a tesztje.
2020. március 29.
Újabb 2 fő vesztette életét az országban a koronavírus fertőzés miatt. Így 3 főre emelkedett az országban a vírus miatti halálozások száma.

## Megerősített esetek
2020. március 21-én reggel Észtországban 306 megerősített koronavírus-fertőzöttet tartanak nyilván.
Az esetek többségét, közel 40%-ot Harju megyében (Tallinnt is beleértve) diagnosztizálták. A második legfertőzöttebb terület Saaremaa szigete. 
Az észt közegészségügyi hivatal 2020. március 18-án hozott nyilvánosságra adatokat az észtországi esetek életkori megoszlásáról. E szerint a koronavírust az esetek túlnyomó többségében a 30–49 év közötti korcsoportban diagnosztizálták.
Az észtországi megerősített fertőzések számának időbeli alakulása.

Az észtországi koronavírus-fertőzöttek életkori megoszlása (2020. március 19-i állapot).